# Het land van langvergeten
Het land van langvergeten is een stripreeks opgedeeld in vier cyclussen en bestaande uit 16 delen
Het was met de reeksen De zeven levens van de sperwer, Op zoek naar de tijdvogel en De kinderen van de wind een van de best verkochte strips van de jaren tachtig . De eerste cyclus werd verschillende keren bekroond, onder meer op het Internationaal stripfestival van Angoulême in 1985.

## Verhaal
De hoofdpersoon in de serie is Thierry Jolinon, een jonge succesvolle fotograaf die bij het nemen van foto's in een moeras bij Toulouse ontvoerd wordt. Het moeras heeft als bijnaam "het einde van de wereld" en in het verleden zijn hier meerdere mensen verdwenen. De ontvoerders zijn ridders en Thierry wordt gevangen gezet in een middeleeuwse kerker. Hij ontdekt dat de ridders even daarvoor een jonge vrouw hebben ontvoerd. 
De tweede cyclus speelt zich vijf jaar later af. Thierry verblijft in een psychiatrische inrichting en probeert zijn leven weer op de rails te krijgen. Hij gaat weer fotograferen en raakt in de ban van Ariadne, een jonge vrouw die samen met een oude vrouw het psychiatrisch gesticht beheert. Daarin voeren ze experimenten uit waarbij ze hun geest buiten hun lichaam kunnen verplaatsen. Hun experimenten leiden hen naar India, naar een sekte waar de vader van Ariadne toe behoort heeft.  
In de derde cyclus keert Thierry terug in Parijs. Hier worden aanslagen gepleegd op de tempels van verschillende sekten. Er woedt een ware oorlog tussen “de nieuwe katharen” en “de ridders van de heilige graal”. Naast de bomaanslagen wordt lijf aan lijf gevochten met sabel en degen. Een zoektocht doe naar Galthédoc leidt staat centraal omdat men vermoedt dat daar “de witte steen” uit de openbaring van Johannes, te vinden moet zijn. Met die steen zou een zuivere van hart kunnen weten wanneer de Apocalyps plaatsvindt en hoe hij die vermeden kan worden.

## Achtergrond
Scenarist Makyo was tot hij aan deze reeks begon, vooral bekend voor zijn humoristische strips. Omdat zijn strip Gully bij uitgeverij Dupuis onvoldoende verkocht, besloot hij zijn kans te wagen met het scenario voor Het land van langvergeten  bij uitgeverij Glénat, dat succes had met strips voor volwassenen. Makyo ziet het basisidee van de strip als een mix tussen de klassieke mythe van de afdaling in hel, en zijn jeugdherinneringen van toen hij zich met zijn broers verstopte in verlaten huizen.

## Albums
| Nummer | Cyclus    | Titel                        | Verschenen | Uitgeverij  |
| ------ | --------- | ---------------------------- | ---------- | ----------- |
| 1      | 1e cyclus | De gevangenen van het moeras | 1985       | Oberon      |
| 2      | 1e cyclus | Het grote gewest             | 1985       | Oberon      |
| 3      | 1e cyclus | De bastaard                  | 1986       | Oberon      |
| 4      | 1e cyclus | De steen van de dwaasheid    | 1989       | Oberon      |
| 5      | 2e cyclus | Ariadne                      | 1993       | Big Balloon |
| 6      | 2e cyclus | A-Ka-Tha                     | 1994       | Big Balloon |
| 7      | 2e cyclus | De stem van de meesters      | 1995       | Big Balloon |
| 8      | 2e cyclus | Maharani                     | 1996       | Big Balloon |
| 9      | 3e cyclus | De waarachtigen              | 1998       | Arboris     |
| 10     | 3e cyclus | Blanche                      | 2000       | Arboris     |
| 11     | 3e cyclus | Rabal de genezer             | 2001       | Arboris     |
| 12     | 3e cyclus | De steen van de apocalyps    | 2002       | Arboris     |
| 13     | 4e cyclus | De steencirkel               | 2004       | Arboris     |
| 14     | 4e cyclus | De macht van de stenen       | 2013       | Arboris     |
| 15     | 4e cyclus | Betoverde stenen             | 2016       | Arboris     |
| 16     | 4e cyclus | deel 16                      |            |             |